# سیارک ۱۳۲۵۴
سیارک ۱۳۲۵۴ (به انگلیسی: 13254 Kekule، نامگذاری:1998OY13)۱۳۲۵۴مین سیارک کشف شده‌است که در ۲۶ ژوئیه ۱۹۹۸ کشف شد.